# Stazione di Kawachi-Amami
La stazione di Kawachi-Amami (河内天美駅?, Kawachi-Amami-eki) è una stazione della città di Matsubara, nella prefettura di Osaka, in Giappone. Presso di essa passa la linea Kintetsu Minami-Ōsaka, e fermano solamente i treni locali.

## Linee
Ferrovie Kintetsu
■ Linea Kintetsu Minami-Ōsaka

## Struttura
La stazione è realizzata in superficie, e dispone di due marciapiedi laterali con due binari passanti per il servizio viaggiatori e due di corsa per i treni che non fermano, al centro. 
| 1 | ■ Linea Kintetsu Minami-Ōsaka          | per Fujiidera, Dōmyōji, Furuichi, Shakudo, Kashiwarajingū-mae, Yoshino e Kawachi-Nagano |  |
| 2 | Binario di transito per treni espressi | Binario di transito per treni espressi                                                  |  |
| 3 | Binario di transito per treni espressi | Binario di transito per treni espressi                                                  |  |
| 4 | ■ Linea Kintetsu Minami-Ōsaka          | per Ōsaka-Abenobashi                                                                    |  |

## Stazioni adiacenti
| «                           | Servizio                    | »                           |
| Linea Kintetsu Minami-Osaka | Linea Kintetsu Minami-Osaka | Linea Kintetsu Minami-Osaka |
| --------------------------- | --------------------------- | --------------------------- |
| Yata                        | Locale                      | Nunose                      |
| Transito                    | Semiespresso                | Transito                    |
| Transito                    | Espresso sezionale          | Transito                    |
| Transito                    | Espresso                    | Transito                    |